# Костич, Андрей
Андре́й Ко́стич (черног. Андреј Костић / Andrej Kostić; род. 16 января 2007, Подгорица) — черногорский футболист, нападающий клуба «Партизан».

## Клубная карьера
Костич является воспитанником клуба «Будучност» из Подгорицы. В сезоне 2024/25 дебютировал за основную команду, проведя 20 матчей, в которых отметился 4 голами и 3 результативными передачами. Вместе с командой стал чемпионом Черногории.
В июне 2025 года перешёл в белградский «Партизан», подписав пятилетний контракт до лета 2030 года. По информации СМИ, сумма трансфера составила около 900 тысяч евро с возможными бонусами. В контракте предусмотрена клаусула (сумма отступных) в размере 20 миллионов евро.
За «Партизан» дебютировал 11 июля 2025 года в первом квалификационном раунде Лиги Европы УЕФА против кипрского клуба АЕК (Ларнака). Первый гол за клуб забил 20 июля 2025 года в матче чемпионата Сербии против «Железничара» (Панчево).

## Карьера в сборной
Выступал за сборные Черногории различных возрастов.
В июне 2025 года принял участие в финальном турнире чемпионата Европы среди юношей до 19 лет, сыграв во всех трёх матчах группового этапа.

## Достижения
«Будучност»
- Чемпион Черногории: 2024/25